# Ivica Osim
Ivica Osim (Sarajevo, 6. svibnja 1941. – Graz, 1. svibnja 2022.) bio je bosanskohercegovački nogometaš i trener.

## Igračka karijera
Nogomet je počeo trenirati u omladinskoj školi sarajevskog Željezničar u kojem je 1959. godine započeo seniorsku karijeru. Za Željezničar je odigrao 166 utakmica i postigao 56 pogodaka. Godine 1968. odlazi u nizozemski Zwolsche Boys za koji igra samo tri mjeseca zbog problema s ozljedom koljena. Potom se vraća u Željezničar, a 1970. odlazi u Francusku gdje igra za RC Strasbourg, CS Sedan i FC Valenciennes. Karijeru završava 1978. godine u Strasbourgu.
Za jugoslavensku reprezentaciju odigrao je 16 utakmica i postigao 8 pogodaka. Reprezentativni debi imao je 13. listopada 1964. na Olimpijskim igrama u Tokiju protiv Maroka (3:1).

## Trenerska karijera
Odmah nakon okončanja igračke karijere započeo je onu trenersku, u Željezničaru 1978. godine. Na Olimpijskim igrama 1984. bio je asistent Ivana Toplaka u jugoslavenskoj olimpijskoj reprezentaciji koja je osvojila brončanu medalju. Od 1986. je izbornik jugoslavenske reprezentacije s kojom je nastupao na Svjetskom prvenstvu 1990. u Italiji. Od 1991. do 1992. usporedno s reprezentacijom vodi i beogradski Partizan. U svibnju 1992. daje ostavku na mjesto izbornika jugoslavenske reprezentacije. 
Nakon toga odlazi u Grčku gdje u dvije godine s Panathinaikosom osvaja po jedan grčki kup i superkup. Između 1994. i 2002. bio je trener Sturma iz Graza. Sa Sturmom osvaja u dva navrata Bundesligu i superkup te jedan kup. Od 2003. radi u Japanu gdje preuzima JEF United s kojim 2005. osvaja japansku ligu. U JEF Unitedu radi do 2006. godine kada preuzima japansku reprezentaciju. Reprezentaciju je vodio na Azijskom kupu 2007. godine. 16. studenog 2007. doživio je moždani udar, te se nakon oporavka više nije bavio trenerskim poslom.

## Vanjske poveznice
- Biografija na internet portalu nogometne reprezentacije Jugoslavije, SCG i Srbije
- Profil  Arhivirana inačica izvorne stranice od 2. travnja 2015. (Wayback Machine) na fifa.com
- Švabo iz Sarajeva, dokumentarni film Sabahudina Topalbećirevića o Ivici Osimu, Al Jazeera Balkans, 6. srpnja 2019. (YouTube)